# نادي كولادو فيلابا لكرة السلة
نادي كولادو فيلابا لكرة السلة (بالإسبانية: Club Baloncesto Collado Villalba)‏ كان فريق كرة سلة إسباني للمحترفين تأسس في سنة 1922 يقع في كولادو فيلابا، منطقة مدريد. تم حل الفريق في سنة 1992. من أبرز لاعبيه السابقين والتر بيري وخوان أنطونيو أورينجا.